# B*Witched (album)
B*Witched è il primo album del gruppo irlandese B*Witched, contenente 12 tracce. Pubblicato il 3 novembre 1998, ha riscosso grande successo nel Regno Unito, arrivando fino al 3º posto, mentre tutti e 4 i singoli estratti dall'album diventarono numero 1 nella classifica inglese. Visto l'enorme successo l'album venne pubblicato anche negli Stati Uniti il 16 marzo 1999. Una curiosità: in Giappone l'album è stato pubblicato con una canzone in più "Coming Around Again" (cover dell'omonimo brano di Carly Simon).

## Tracce
1. Let's Go (The B*Witched Jig) (B*Witched, Ray Hedges, Martin Brannigan) – 1:24
2. C'est la Vie (B*Witched, Hedges, Brannigan, Tracy Ackerman) – 2:52
3. Rev It Up (B*Witched, Hedges, Brannigan, Ackerman) – 3:58
4. To You I Belong (B*Witched, Hedges, Brannigan) – 3:05
5. Rollercoaster (B*Witched, Hedges, Brannigan, Ackerman) – 3:24
6. Blame It on the Weatherman (Hedges, Brannigan, Ackerman, Andy Caine) – 3:33
7. We Four Girls (B*Witched, Hedges, Brannigan) – 3:08
8. Castles in the Air (B*Witched, Hedges, Brannigan) – 4:18
9. Freak Out (Hedges, Brannigan, Ackerman) – 2:14
10. Like the Rose (B*Witched, Hedges, Ackerman) – 3:56
11. Never Giving Up (Ackerman, Hill) – 3:36
12. Oh Mr Postman (B*Witched, Hedges, Brannigan) – 3:27
13. Coming Around Again (bonus track solo nell'edizione giapponese)

## Singoli estratti
- C'est la Vie
- Rollercoaster
- To You I Belong
- Blame It on the Weatherman